# Vinalhaven
Vinalhaven – miasto w Stanach Zjednoczonych, w stanie Maine, w hrabstwie Knox.